# Neckarstraße 46 (Esslingen)

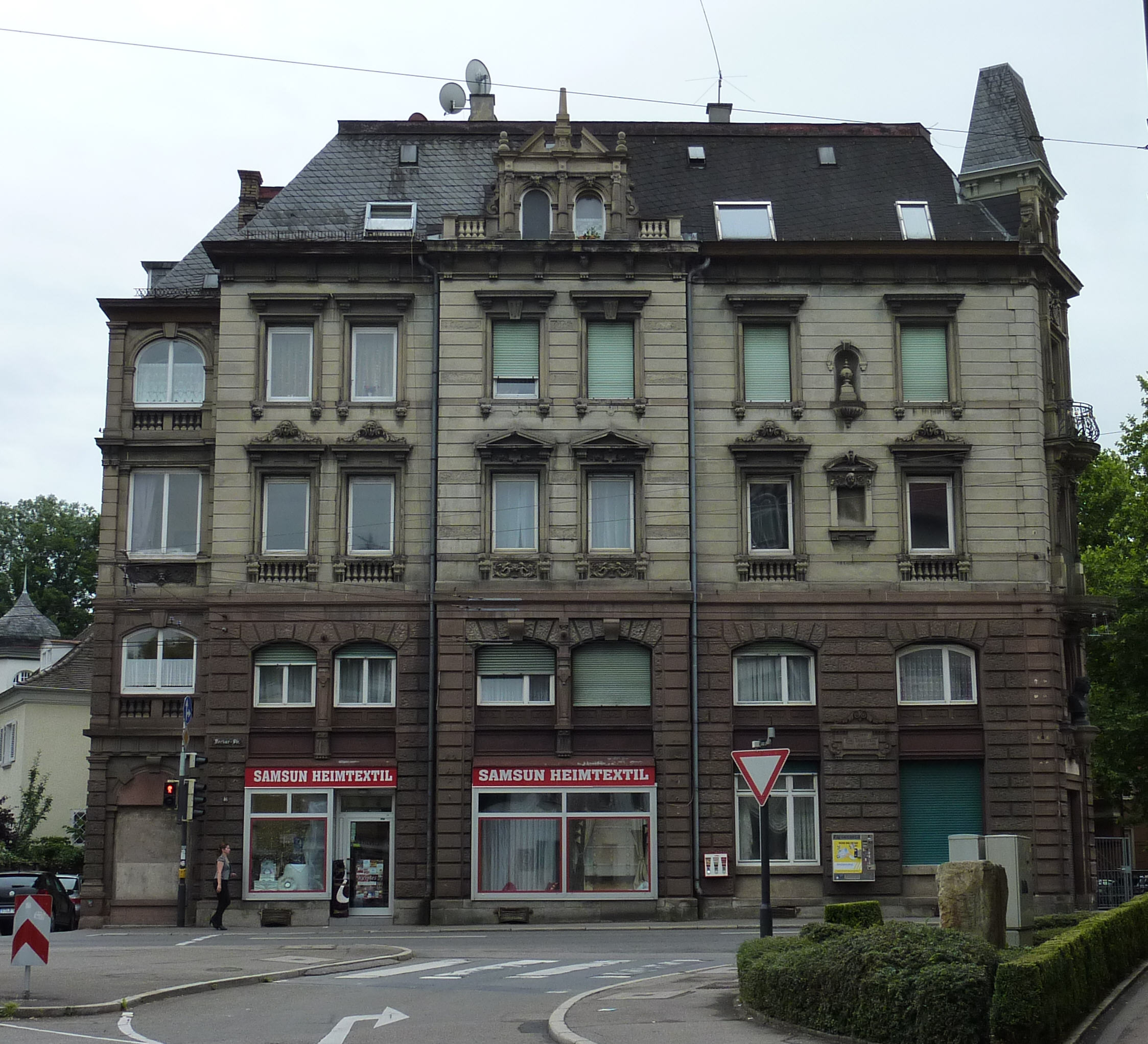
Fassade zur Neckarstraße

Das Haus Neckarstraße 46 in Esslingen am Neckar ist ein Wohn- und Geschäftshaus im Neorenaissancestil für gehobene Schichten.

## Geschichte
Das Haus wurde im Jahr 1898 von Christian Zillinger als viergeschossiger, massiver Ziegelbau errichtet. Die Schauseiten wurden mit Naturstein verkleidet. Im Erdgeschoss befanden sich eine Gastwirtschaft und ein Ladengeschäft, im ersten Stock je eine Wohnung für die beiden Inhaber. Im zweiten und dritten Obergeschoss war je eine Etagenwohnung mit separatem Dienstbotenaufgang untergebracht, das Dachgeschoss wurde vermutlich zur Unterbringung des Personals genutzt.
Die Fassaden des Gebäudes ist sowohl auf der Straßenseite als auch zum Hammerkanal hin reich geschmückt. Die beiden unteren Stockwerke sind mit rustiziertem rötlichem Haustein verkleidet. In den beiden Stockwerken, die einst vornehme Etagenwohnungen beherbergten, finden sich Fensterverdachungen, Schmucknischen und vergoldete Balkongitter. An der nordwestlichen Gebäudeecke befindet sich noch eine Inschrift, die auf die einstige Nutzung als Gastwirtschaft „Schillerhof“ hinweist, ferner befindet sich an dem Gebäude auch eine Büste Friedrich Schillers. Eine verkleinerte Nachbildung der Büste erhielt die Schillerschule anlässlich der Renovierung des Hauses zum Geschenk.

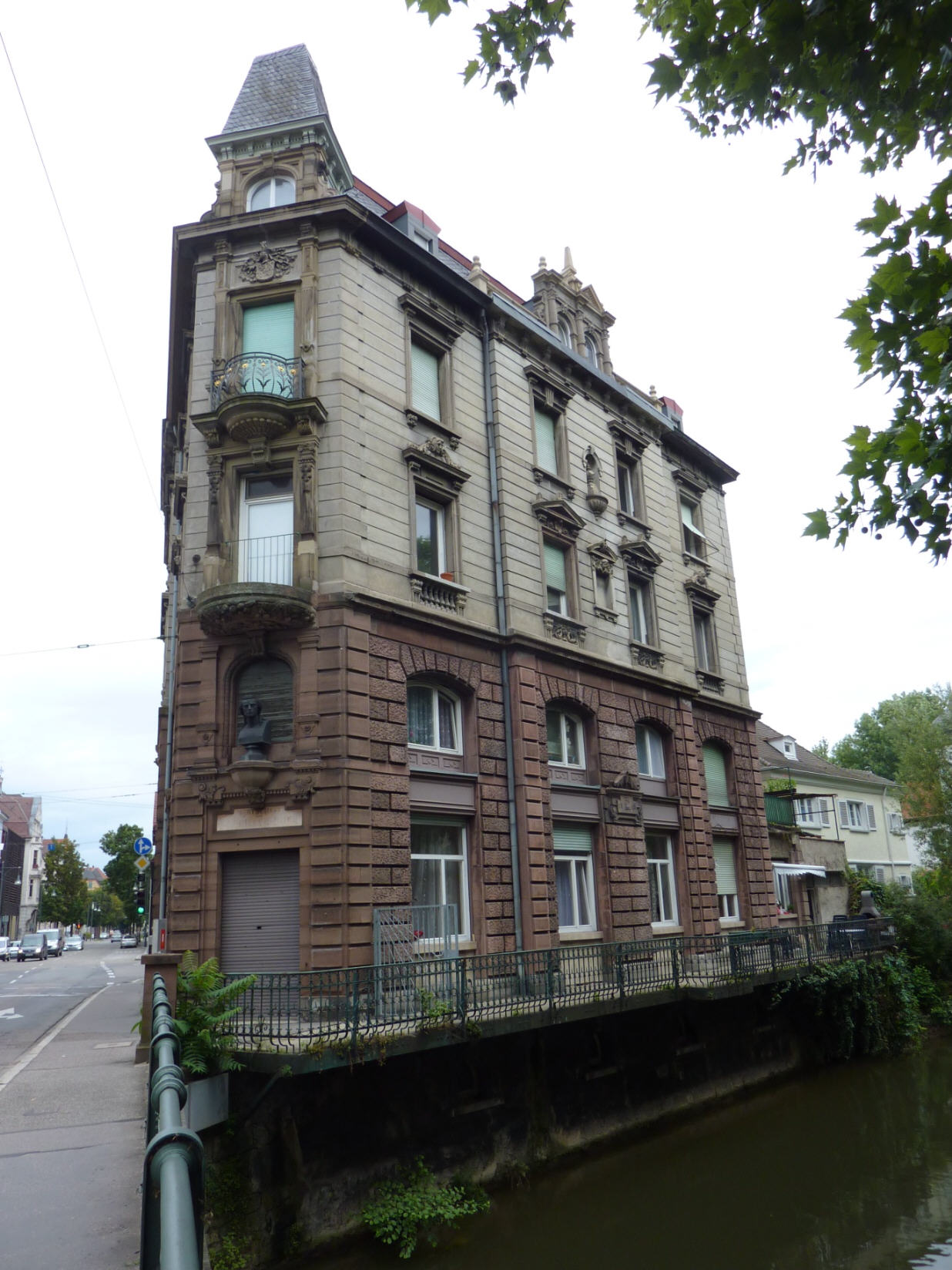
Fassade zum Kanal
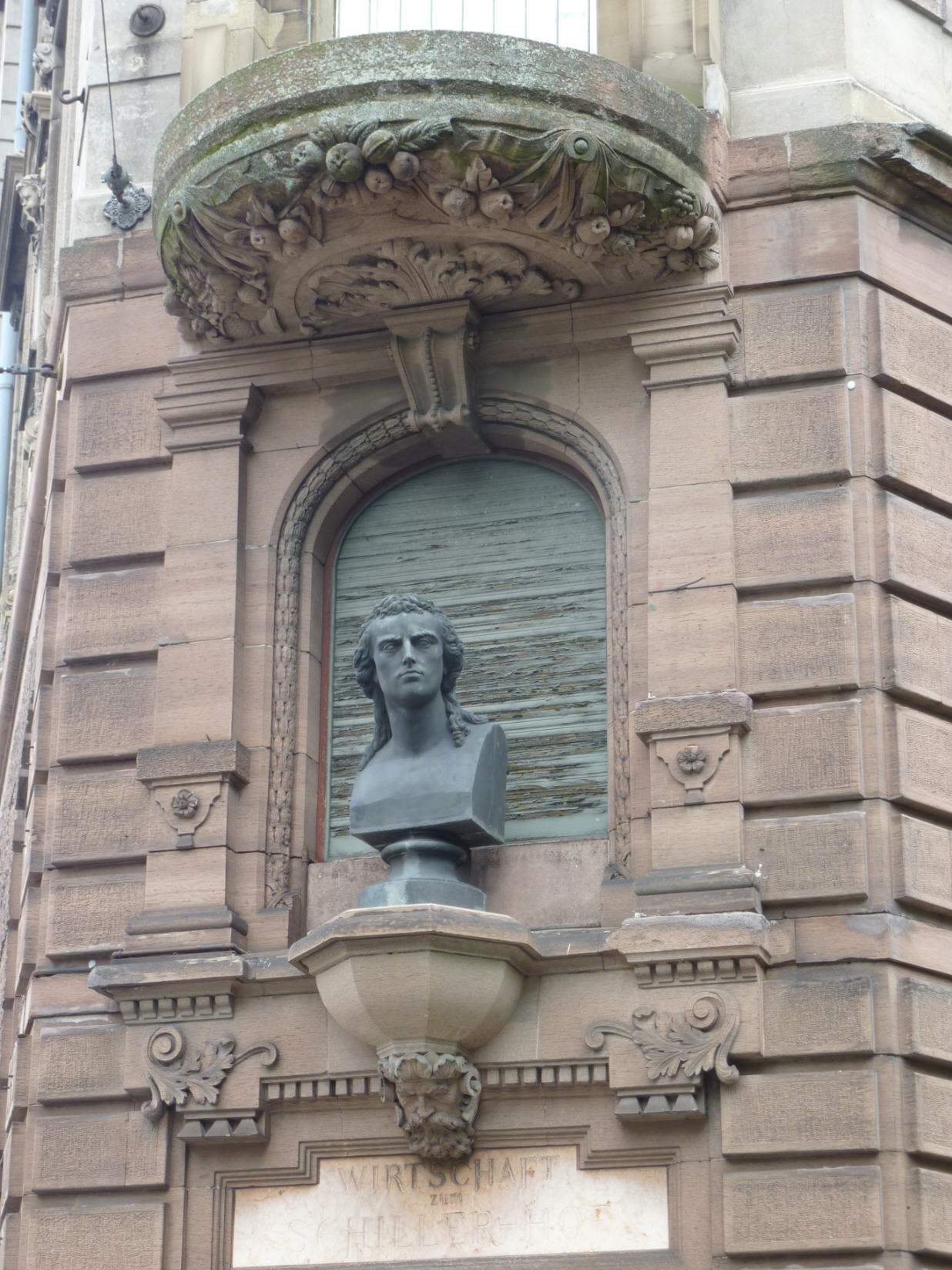
Schmuck über dem einstigen Wirtshauseingang
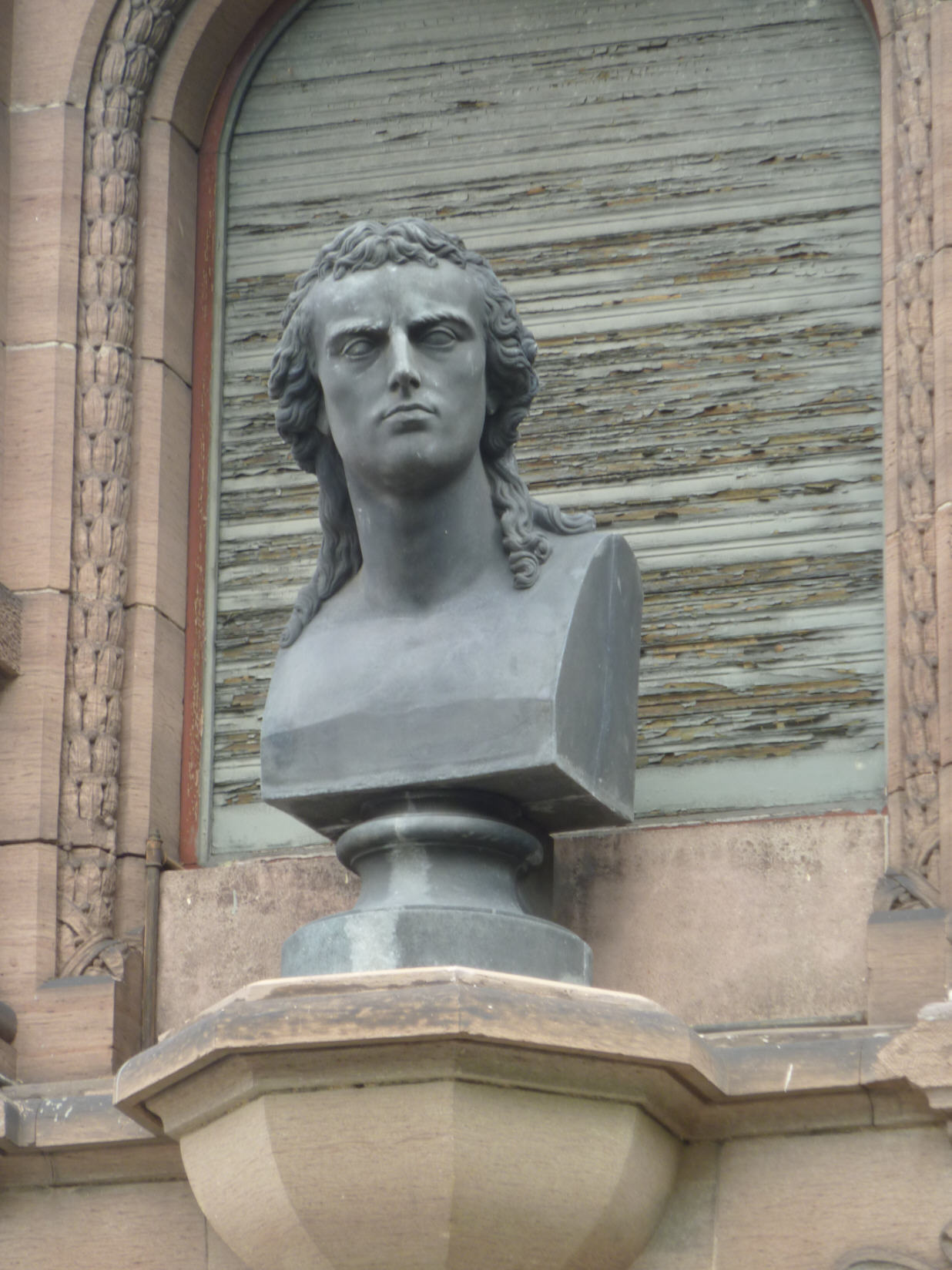
Die Schillerbüste
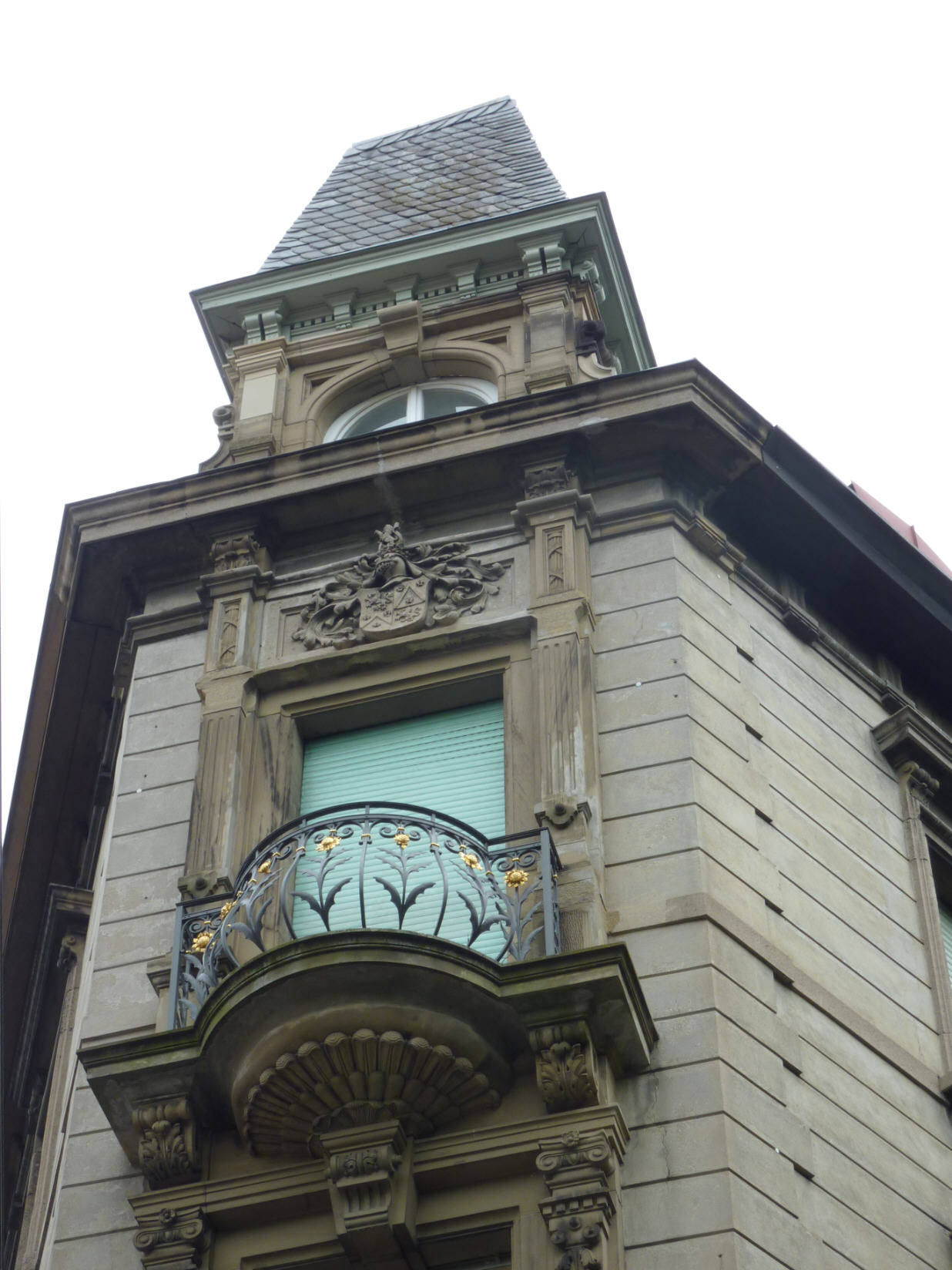
Balkon der oberen Etagenwohnung